# 考弗灵
考弗灵（德語：Kaufering，發音：[ˈkaʊfəʁɪŋ]）是德国巴伐利亚州上巴伐利亚行政区莱希河畔兰茨贝格县的市镇，总面积17.68平方千米，2023年12月31日总人口为10,508人。
第二次世界大戰時，达豪集中营的一個分支集中營位在考弗灵。